# Чі-Хе
«Чі-Хе», «2601», Тип 1 (яп. 一式中戦車 チヘ, ічішікі чю:сеншя «чіхе») — японський середній танк часів Другої світової війни. Спроектовано в 1940–1941 роках на основі середнього танка «Шінхото Чі-Ха», але початок його серійного виробництва затрималося до 1943, коли «Чі-Хе» виявився вже застарілим. До закінчення серійного виробництва танка в 1944 р. випуск склав всього 170 примірників, і серйозного впливу на хід війни він надати вже не зумів.

## Опис конструкції
Хоча «Чі-Хе» з'явився всього лише подальшим розвитком «Шінхото Чі-Ха», на ньому було застосовано безліч нових для японського танкобудування рішень, таких як зварений корпус, тримісна башта, протиснарядне бронювання та встановлення радіостанції на всіх машинах. Екіпаж машини збільшився порівняно з «Чі-Ха» до п'яти осіб  — механіка-водія, стрільця, командира, навідника та заряджаючого, що повністю звільнило командира від обслуговування гармати та дозволило йому зосередитися на своїх прямих обов'язках.

### Броньовий корпус і башта
Корпус та башта «Чі-Хе» збиралися з катаних поверхнево загартованих броньових листів переважно за допомогою зварювання, лише в окремих місцях застосовувалася клепка. У порівнянні з «Чі-Ха», танк отримав більш просту форму корпусу з єдиною плоскою верхньою лобовою деталлю, зникли жалюзі в стінках моторного відділення. Здебільшого, товщина вертикальних броньових листів не змінилася порівняно з «Шінхото Чі-Ха» — від 20 мм в кормі корпусу до 25 мм в бортах корпусу та стінках башти. Повноцінне протиснарядне бронювання танк отримав лише в області верхньої та нижньої лобових деталей корпусу, товщина яких становила 50 мм, а також маски гармати товщиною 40 мм. Товщина днища і даху залишилася колишньою — 8 і 12 мм відповідно.
Башта «Чі-Хе» по конструкції була схожа з баштою «Шінхото Чі-Ха», але відрізнялася великими розмірами, щоб вмістити додаткового члена екіпажу. Спостереження за полем бою, як і колись, здійснювалося через закриті бронестеклами оглядові щілини та перископний оглядовий прилад в даху командирської башточки.

### Озброєння
Основним озброєнням «Чі-Хе» була 47-мм гармата Тип 1 з довжиною ствола 62 калібру, що мала початкову швидкість бронебійного снаряда 826 м/с. Боєкомплект гармати складався з 120 бронебійних та осколково-фугасних пострілів. Маса бронебійного снаряда — 1,4 кг, маса бронебійно-фугасного — 1,52 кг. Хоча гармата мала однакове позначення з гарматою «Шінхото Чі-Ха», вона була серйозно перекомпонована, отримала більш ефективні противідкатні пристрої та механізм спуску, горизонтальний затвор був замінений вертикальним. Установка гармати залишилася традиційною для японських танків: гармата кріпилася на вертикальних та горизонтальних цапфах, що дозволяли її хитання в горизонтальній площині в межах ±7,5°, а наведення здійснювалося за допомогою плечового упору, хоча віддача 47-мм гармати для такої системи виявилася занадто сильною.
| Таблиця бронепробивності для 47-мм танкової гармати Тип 1 |                            |                            |
| Бронебійний трасуючий гостроголовий                       |                            |                            |
| Дальність, м                                              | При куті зустрічі 90 °, мм | При куті зустрічі 60 °, мм |
| 500                                                       | 68                         | 50                         |
| 1000                                                      | 45                         | 34                         |

Допоміжне озброєння танка залишилося незмінним — два 7,7-мм кулемета Тип 97, один з яких розташовувався у верхньому лобовому листі корпусу, а другий — в кормі башти. Боєкомплект кулеметів складався з 4035 патронів в магазинах, які розміщувалися на стінках корпусу під баштою.

### Двигун та трансмісія
На «Чі-Хе» встановлювався потужніший у порівнянні з ранніми машинами двотактний V-подібний 12-циліндровий дизельний двигун повітряного охолодження «Міцубісі» A12200 VD потужністю 240 к. с. Це дозволило не лише компенсувати збільшену на 1,5 тонни масу танка, але і збільшити максимальну швидкість.
Трансмісія залишилася незмінною та складалася з редуктора, чотириступінчастої коробки передач із заниженою передачею, карданного валу, бортових фрикціонів та одноступінчатих бортових редукторів.

### Ходова частина
Підвіска «Чі-Хе» виконувалася за стандартною для японських танків системою Т. Хара, з котками, попарно підвішеними на хитних балансирах, за допомогою системи важелів і тяг, з'єднаних зі спіральними пружинами, вкритими в горизонтальних трубах з боків корпусу; додатковими передніми та задніми котками з незалежною підвіскою, за допомогою важелів з'єднаними з похилими спіральними пружинами, відкрито закріпленими на борту.
Ведучі котки — передні, зачеплення гусениць цівкове. Гусениці — сталеві дрібноланкові, з одним гребенем, кожна з 96 траків з кроком 120 мм та шириною 330 мм.

## Машини на базі «Чі-Хе»

### Танк артилерійської підтримки «Тип 2 Хо-І»
Випускався в незначній кількості з 1942 р. варіант «Чі-Хе», обладнаному короткоствольной 75-мм гарматою Тип 94 в збільшеній башті. «Хо-І» призначався для безпосередньої підтримки піхоти, але через наявність на той час більш досконалих САУ «Хо-Ні», виробництво танка велося мляво та випуск склав всього 33 машини.

### Плаваючий танк Тип 3 «Ка-Чі»
Створений в 1943 на основі «Чі-Хе» плаваючий танк, схожий за конструкцією з «Ка-Мі». Його випуск затримався до 1944 р. та склав всього близько 20 машин.